# رونالد غراي
رونالد غراي (بالإنجليزية: Ronald Gray) هو عسكري أمريكي، ولد في 14 أغسطس 1965 في كوتشران في الولايات المتحدة.